# スク島
艾島（スクとう、朝: 쑥섬 スクソム）は、大同江の中州の一つであり、平壌市街に在る。

## 詳細
本島までは、その東側にある忠誠橋から連絡橋が延びており、陸路で訪れられる。
また、西側に隣接している豆老島へも南北の2箇所に橋が架けられている。
2016年1月1日に、本島に情報通信サービスセンターとして科学技術殿堂が建設された。同施設には電子図書館・地震体験室・仮想化学体験室・対戦型ゲーム・人工衛星運搬ロケットや恐竜化石の模型が設置されている。
忠誠橋から同島にトロリーバス路線が新設され、首都旅客運輸局によってトロリーバスが平壌駅から未来科学者通りを経由して同殿堂まで運行される。
なお、同殿堂の延べ床面積は106,600m2であり、更に、野外学習場・噴水公園・科学技術象徴塔・科学者用で500人の収容能力を持つ宿泊施設が併設されている。